# Aron Kiviharju
Aron Kiviharju (né le 25 janvier 2006 à Esbjerg au Danemark) est un joueur professionnel finlandais de hockey sur glace. Il évolue au poste de défenseur. Il est le fils du joueur Jani Kiviharju.

## Biographie
Aron Kiviharju est né à Esbjerg en 2006 lorsque son père Jani jouait sous les couleurs du Esbjerg fB Ishockey. Il a grandi à Raisio où il a donné ses premiers coups de patins à l'âge de trois ans. Il est formé au TPS Turku. Il commence sa carrière senior dans la Liiga en septembre 2022.
Lors de la saison 2022-2023, en octobre, il se blesse au cours d'un entraînement et doit se faire opérer. Il est choisi au 4e tour, en 122e position par le Wild du Minnesota lors du repêchage d'entrée dans la LNH 2024.

### Carrière internationale
Il représente la Finlande en sélections jeunes.

## Statistiques

### En club
| Saison    | Équipe    | Ligue |    | Saison régulière | Saison régulière | Saison régulière | Saison régulière | Saison régulière |   | Séries éliminatoires | Séries éliminatoires | Séries éliminatoires | Séries éliminatoires | Séries éliminatoires |
| Saison    | Équipe    | Ligue | PJ | B                | A                | Pts              | Pun              | PJ               | B | A                    | Pts                  | Pun                  |                      |                      |
| 2022-2023 | TPS Turku | Liiga | 21 | 0                | 3                | 3                | 2                | -                | - | -                    | -                    | -                    |                      |                      |
| 2023-2024 | HIFK      | Liiga | 7  | 1                | 1                | 2                | 0                | -                | - | -                    | -                    | -                    |                      |                      |

### En équipe nationale
| Année | Compétition                          |   | PJ | B | A | Pts | Pun | +/-                |  | Résultat |
| 2022  | Championnat du monde moins de 18 ans | 6 | 0  | 6 | 6 | 0   | +5  | Médaille de bronze |  |          |
| 2023  | Championnat du monde moins de 18 ans | 5 | 0  | 7 | 7 | 0   | +6  | Cinquième place    |  |          |
| 2024  | Championnat du monde moins de 18 ans | 5 | 0  | 3 | 3 | 2   | -1  | Cinquième place    |  |          |